# Diaphorus unicolor
Diaphorus unicolor är en tvåvingeart som beskrevs av Becker 1922. Diaphorus unicolor ingår i släktet Diaphorus och familjen styltflugor. Inga underarter finns listade i Catalogue of Life.